# Морита, Масанори
Масанори Морита (яп. 森田 まさのり Морита Масанори, род. 22 декабря 1966 года в Ритто, преф. Сига, Япония) — мангака, автор манг Rokudenashi Blues и Rookies.

## Работы
| Название           | Количество томов | Статус   | Год выпуска |
| ------------------ | ---------------- | -------- | ----------- |
| Rokudenashi Blues  | 42               | Завершен | 1988        |
| Bachi-Atari Rock   | 1                | Завершен | 1988        |
| Rokudenashi Brooch | 1                | Завершен | 1996        |
| Rookies            | 24               | Завершен | 1998        |
| Shibainu           | 1                | Завершен | 2004        |
| Beshari-Gurashi    | 20               | Завершен | 2005        |
| Suberuwo Itowazu   | 1                | Завершен | 2005        |
| Hello Baby         | 1                | Завершен | 2007        |
| Ato Ippon no Otoko | 1                | Завершен | 2014        |

## Продажи и экранные адаптации
Два основных сериала Мориты добились значительного коммерческого успеха. Общий тираж Rokudenashi Blues, выходившей с 1988 по 1997 год, к 2011 году превышал 50 миллионов экземпляров, а к началу 2020-х годов достиг 60 миллионов, что делало её одной из самых продаваемых манг в истории. Rookies попали в десятку самых продаваемых манг в Японии по итогам 2008 года (на 9-м месте): количество проданных копий с последней недели декабря 2007 по первую неделю ноября 2008 года составило 2 765 163.
Оба произведения экранизировались. Rokudenashi Blues адаптировалась как короткометражные аниме в 1992 и 1993 годах, как игровые фильмы — в 1996 и 1998 годах и как игровой телесериал (дорама) — в 2011 году. Игровой телесериал по Rookies вышел на экраны в 2008 году, что способствовало рекордным продажам манги за этот год.